# Бізерта (вілаєт)
Бізерта (араб. ولاية بنزرت) — вілаєт Тунісу. Адміністративний центр — м. Бізерта. Площа — 3 685 км². Населення — 536 200 осіб (2007).

## Географічне положення
Розташований у північній частині країни. На південному заході межує з вілаєтом Беджа, на півдні — з вілаєтом Мануба, на південному сході — з вілаєтом Ар'яна. На півночі омивається водами Середземного моря.
До складу вілаєту також входять острови Галіте.

## Населені пункти
- Бізерта
- Аусджа
- Ель-Алья
- Гар-ель-Мільх
- Матеер
- Мензель-Бургіба
- Мензель-Джеміль
- Мензель-Абдеррахман
- Метлін
- Рафраф
- Рас-ель-Джебель
- Сеженан
- Тінджа

| Туніс | Це незавершена стаття з географії Тунісу. Ви можете допомогти проєкту, виправивши або дописавши її. |